# San Vincenzo Valle Roveto
San Vincenzo Valle Roveto é uma comuna italiana da região dos Abruzos, província de Áquila, com cerca de 2 576 habitantes. Estende-se por uma área de 43 km², tendo uma densidade populacional de 59,4 hab/km². Faz fronteira com Balsorano, Civita d'Antino, Collelongo, Morino, Veroli (FR).

## Demografia
| Variação demográfica do município entre 1861 e 2011                               |
|                                                                                   |
| Fonte: Istituto Nazionale di Statistica (ISTAT) - Elaboração gráfica da Wikipedia |